# 862年
| 千纪： | 1千纪                                                                                           |
| 世纪： | 8世纪 \| 9世纪 \| 10世纪                                                                        |
| 年代： | 830年代 \| 840年代 \| 850年代 \| 860年代 \| 870年代 \| 880年代 \| 890年代                       |
| 年份： | 857年 \| 858年 \| 859年 \| 860年 \| 861年 \| 862年 \| 863年 \| 864年 \| 865年 \| 866年 \| 867年 |
| 纪年： | 壬午年（马年）；唐咸通三年；南詔建極三年；日本貞觀四年                                          |

## 大事记
- 諾曼人留里克的軍隊佔據了諾夫哥羅德，並登上諾夫哥羅德大公的寶座，開始留里克王朝。

## 出生
- 閩太祖王審知
- 南唐义祖徐温